# Шан-шу (царство Цзинь, эпоха Чуньцю)
Цзиньский Шан-шу (кит. 晉殤叔) — десятый правитель царства Цзинь в эпоху Чуньцю по имени Цзи Шан (姬殤). Провозгласил себя на царство после смерти своего старшего брата Му-хоу 晉穆侯. Правил 4 года (785 до н. э. — 781 до н. э.). Был убит старшим сыном Му-хоу — Вэнь-хоу по имени Чоу.